# Collegio di Westminster North
Westminster North è stato un collegio elettorale situato nella Grande Londra, e rappresentato alla Camera dei comuni del Parlamento del Regno Unito. Eleggeva un membro del parlamento con il sistema first-past-the-post, ossia maggioritario a turno unico; il collegio è stato abolito in occasione della revisione periodica del 2024.

## Estensione
Il collegio era costituito dai seguenti ward elettorali: Abbey Road, Bayswater, Church Street, Harrow Road, Lancaster Gate, Little Venice, Maida Vale, Queen's Park, Regent's Park e Westbourne, nella Città di Westminster.

### Storici
Dal 1983 al 1997 il collegio era costituito dai seguenti ward: Bayswater, Church Street, Hamilton Terrace, Harrow Road, Lancaster Gate, Little Venice, Lords, Maida Vale, Queen's Park, Regent's Park e Westbourne.
Il Parlamento approvò la quinta revisione periodica dei collegi di Westminster effettuata dalla Boundary Commission for England, che richiese la nuova creazione di questo collegio in occasione delle elezioni generali del 2010; Westminster North fu costituito da parti di due collegi: i tre quarti orientali di Regent's Park and Kensington North e le parti settentrionali di Cities of London and Westminster:
- il ward di Lancaster Gate (la parte di Bayswater più vicina a Hyde Park)
- grande parte del ward di Bayswater
- la perdita del piccolo ward di "Bryanston and Dorset Square", situato in Baker Street.

L'espansione della popolazione dei seggi precedenti fu il fattore scatenante della creazione di Westminster North; in modo particolare, Maida Vale, West Kilburn e, in misura minore, St John's Wood, che facevano parte del collegio nonostante si trovassero a Notting Hill e Kensington North, furono rimossi.

## Membri del parlamento
| Elezione | Elezione | Deputato          | Partito           |
| -------- | -------- | ----------------- | ----------------- |
|          | 1983     | John Wheeler      | Conservatore      |
|          | 1997     | Collegio abolito  | Collegio abolito  |
|          | 2010     | Collegio ricreato | Collegio ricreato |
|          | 2010     | Karen Buck        | Laburista         |
|          | 2024     | Collegio abolito  | Collegio abolito  |

## Elezioni

### Elezioni negli anni 2010
| Partito                    | Partito                                | Candidato                  | Risultati 12 dicembre 2019 | Risultati 12 dicembre 2019 |
| Partito                    | Partito                                | Candidato                  | Voti                       | %                          |
| -------------------------- | -------------------------------------- | -------------------------- | -------------------------- | -------------------------- |
|                            | Laburista                              | Karen Buck                 | 23 240                     | 54,16                      |
|                            | Conservatore                           | Jamie Macfarlane           | 12 481                     | 29,09                      |
|                            | Lib Dem                                | George Lee                 | 5 593                      | 13,03                      |
|                            | Verdi                                  | Holly Robinson             | 1 064                      | 2,48                       |
|                            | Brexit                                 | Cyrus Parvin               | 418                        | 0,97                       |
|                            | Alleanza dei Popoli Cristiani          | Gabriela Palacios          | 115                        | 0,27                       |
|                            |                                        |                            |                            |                            |
| Iscritti                   | Iscritti                               | Iscritti                   | 65 519                     | 100,00                     |
| ↳ Votanti (% su iscritti)  | ↳ Votanti (% su iscritti)              | ↳ Votanti (% su iscritti)  | 42 911                     | 65,49                      |
| ↳ Astenuti (% su iscritti) | ↳ Astenuti (% su iscritti)             | ↳ Astenuti (% su iscritti) | 22 608                     | 34,51                      |
|                            |                                        |                            |                            |                            |
|                            | Esito: collegio confermato a Laburista |                            |                            |                            |

| Partito                    | Partito                                | Candidato                  | Risultati 8 giugno 2017 | Risultati 8 giugno 2017 |
| Partito                    | Partito                                | Candidato                  | Voti                    | %                       |
| -------------------------- | -------------------------------------- | -------------------------- | ----------------------- | ----------------------- |
|                            | Laburista                              | Karen Buck                 | 25 934                  | 59,90                   |
|                            | Conservatore                           | Lindsey Hall               | 14 422                  | 33,31                   |
|                            | Lib Dem                                | Alex Harding               | 2 253                   | 5,20                    |
|                            | Verdi                                  | Emmanuelle Tandy           | 595                     | 1,37                    |
|                            | Indipendente                           | Abby Dharamsey             | 91                      | 0,21                    |
|                            |                                        |                            |                         |                         |
| Iscritti                   | Iscritti                               | Iscritti                   | 63 856                  | 100,00                  |
| ↳ Votanti (% su iscritti)  | ↳ Votanti (% su iscritti)              | ↳ Votanti (% su iscritti)  | 43 295                  | 67,80                   |
| ↳ Astenuti (% su iscritti) | ↳ Astenuti (% su iscritti)             | ↳ Astenuti (% su iscritti) | 20 561                  | 32,20                   |
|                            |                                        |                            |                         |                         |
|                            | Esito: collegio confermato a Laburista |                            |                         |                         |

| Partito                    | Partito                                | Candidato                  | Risultati 7 maggio 2015 | Risultati 7 maggio 2015 |
| Partito                    | Partito                                | Candidato                  | Voti                    | %                       |
| -------------------------- | -------------------------------------- | -------------------------- | ----------------------- | ----------------------- |
|                            | Laburista                              | Karen Buck                 | 18 504                  | 46,83                   |
|                            | Conservatore                           | Lindsey Hall               | 16 527                  | 41,83                   |
|                            | UKIP                                   | Nigel Sussman              | 1 489                   | 3,77                    |
|                            | Lib Dem                                | Kirsty Allan               | 1 457                   | 3,69                    |
|                            | Verdi                                  | Jennifer Nadel             | 1 322                   | 3,35                    |
|                            | Cristiano                              | Gabriela Fajardo           | 152                     | 0,38                    |
|                            | Indipendente                           | Nicholas Ward              | 63                      | 0,16                    |
|                            |                                        |                            |                         |                         |
| Iscritti                   | Iscritti                               | Iscritti                   | 73 996                  | 100,00                  |
| ↳ Votanti (% su iscritti)  | ↳ Votanti (% su iscritti)              | ↳ Votanti (% su iscritti)  | 39 514                  | 53,40                   |
| ↳ Astenuti (% su iscritti) | ↳ Astenuti (% su iscritti)             | ↳ Astenuti (% su iscritti) | 34 482                  | 46,60                   |
|                            |                                        |                            |                         |                         |
|                            | Esito: collegio confermato a Laburista |                            |                         |                         |

| Partito                    | Partito                                      | Candidato                  | Risultati 6 maggio 2010 | Risultati 6 maggio 2010 |
| Partito                    | Partito                                      | Candidato                  | Voti                    | %                       |
| -------------------------- | -------------------------------------------- | -------------------------- | ----------------------- | ----------------------- |
|                            | Laburista                                    | Karen Buck                 | 17 377                  | 43,88                   |
|                            | Conservatore                                 | Joanne Cash                | 15 251                  | 38,51                   |
|                            | Lib Dem                                      | Mark Blackburn             | 5 513                   | 13,92                   |
|                            | Verdi                                        | Tristan Smith              | 478                     | 1,21                    |
|                            | BNP                                          | Stephen Curry              | 334                     | 0,84                    |
|                            | UKIP                                         | Jasna Badzak               | 315                     | 0,80                    |
|                            | Indipendente                                 | Ali Bahaijoub              | 101                     | 0,26                    |
|                            | Democratici                                  | Edward Roseman             | 99                      | 0,25                    |
|                            | Cristiano                                    | Gabriela Fajardo           | 98                      | 0,25                    |
|                            | Indipendente                                 | Abdulla Dharamsey          | 32                      | 0,08                    |
|                            |                                              |                            |                         |                         |
| Iscritti                   | Iscritti                                     | Iscritti                   | 66 775                  | 100,00                  |
| ↳ Votanti (% su iscritti)  | ↳ Votanti (% su iscritti)                    | ↳ Votanti (% su iscritti)  | 39 598                  | 59,30                   |
| ↳ Astenuti (% su iscritti) | ↳ Astenuti (% su iscritti)                   | ↳ Astenuti (% su iscritti) | 27 177                  | 40,70                   |
|                            |                                              |                            |                         |                         |
|                            | Esito: collegio a Laburista (nuovo collegio) |                            |                         |                         |

## Risultati dei referendum

### Referendum sulla permanenza del Regno Unito nell'Unione europea del 2016
|             | Collegio          | Lasciare UE % | Rimanere in UE % |
| ----------- | ----------------- | ------------- | ---------------- |
|             | Westminster North | 32,9%         | 67,1%            |
|             | Inghilterra       | 53,3%         | 46,7%            |
| Regno Unito | 51,9%             | 48,1%         |                  |